# ثرة (لودر)

تعديل مصدري - تعديل

ثرة هي إحدى قرى عزلة زارة بمديرية لودر التابعة لمحافظة أبين، بلغ تعداد سكانها 467 نسمة حسب تعداد اليمن لعام 2004.